# Uchquduq
Uchquduq (usbekisch für „drei Brunnen“; kyrillisch Учқудуқ; russisch Учкудук Utschkuduk; auch Uchkuduk) ist eine Stadt in der usbekischen Viloyat Navoiy, gelegen im Zentrum der Wüste Kysylkum, 270 km nordwestlich von Navoiy auf etwa 200 m Seehöhe. Gemäß der Bevölkerungszählung 1989 hatte Uchquduq damals 24.000 Einwohner, einer Berechnung für 2009 zufolge beträgt die Einwohnerzahl 26.800. Uchquduq ist eine kreisfreie Stadt und zudem der Hauptort des gleichnamigen Distriktes Uchquduq.
Uchquduq liegt an der Eisenbahnlinie Nukus–Beruniy–Toʻrtkoʻl–Uchquduq–Navoiy, ist der Anfangspunkt der Europastraße 003 in Richtung Daşoguz (Turkmenistan) und liegt an der Europastraße 004 von Qysylorda (Kasachstan) nach Buchara.
Uchquduq ist eine zu Zeiten der Sowjetunion (1958) gegründete Industriestadt. Im selben Jahr begann in Uchquduq der Uranabbau. Seit 1978 ist Uchquduq eine Stadt. Bis 1979 war Uchquduq eine geschlossene Stadt.
Das verheerendste Flugzeugunglück in der Geschichte der Sowjetunion ereignete sich am 10. Juli 1985 unweit von Uchquduq, als eine Tupolew Tu-154 beim Aeroflot-Flug 5143 von Qarshi nach Orenburg mit 200 Personen an Bord abstürzte.